# Ганс Шпет
Ганс-Людвіг Шпет (нім. Hans-Ludwig Speth; 7 жовтня 1897, Роккенберг — 30 квітня 1985, Гаутінг) — німецький штабний офіцер, генерал артилерії вермахту. Кавалер Лицарського хреста Залізного хреста.

## Біографія
З 1 липня 1915 року служив фанен-юнкером в 47-му (2-му Кургессенському) полку польової артилерії Прусської армії. 1 липня 1916 року спрямований в 17-й Лотаринзький полк піхотної артилерії.  Після закінчення Першої світової війни продовжив службу в рейхсвері, в 1924 році був ад'ютантом 6-го прусського артилерійського полку. З 1 серпня 1936 року викладав в Прусській військової академії сухопутних військ.
До початку Другої світової війни за станом на 1 вересня 1939 оберст-лейтенант Шпет був першим офіцером генерального штабу 27-го армійського корпусу. 30 вересня 1940 року відправлений до Генерального штабу німецької військової місії в Румунії. Був начальником генерального штабу 54-го армійського корпусу з 1 квітня по 1 червня 1941 року. Шпет брав участь в боях під Ленінградом і в Криму. З 23 листопада 1942 по 1 грудня 1943 року — начальник Генерального штабу 18-ї армії вермахту. Обіймав посаду командира 28-ї єгерської дивізії з січня до 28 квітня 1944 року. З 1 червня 1944 року і до кінця Другої світової війни керував військовою академією.

## Звання
- Фанен-юнкер (1 липня 1915)
- Лейтенант (15 грудня 1917)
- Обер-лейтенант (31 липня 1925)
- Гауптман (1 грудня 1932)
- Майор (20 квітня 1936)
- Оберст-лейтенант Генштабу (1 квітня 1939)
- Оберст Генштабу (1 червня 1941)
- Генерал-майор (1 січня 1943)
- Генерал-лейтенант (1 січня 1944)
- Генерал артилерії (1 жовтня 1944)

## Нагороди
- Залізний хрест 2-го класу (11 березня 1917)
- Медаль «За відвагу» (Гессен) (25 квітня 1917)
- Залізний хрест 1-го класу (29 вересня 1918)

- Почесний хрест ветерана війни з мечами
- Медаль «За вислугу років у Вермахті» 4-го, 3-го і 2-го класу (18 років)
- Медаль за участь у Європейській війні (1915—1918) з мечами (Болгарія)
- Орден військових заслуг (Іспанія), червоний Великий хрест

- Застібка до Залізного хреста
  - 2-го класу (14 березня 1940)
  - 1-го класу (20 травня 1940)
- Орден Скандерберга, командорський хрест (Албанія) (1941)
- Німецький хрест в золоті (14 квітня 1942)
- Орден Михая Хороброго 3-го класу (Румунія) (8 травня 1942)
- Медаль «За зимову кампанію на Сході 1941/42» (5 серпня 1942)
- Кримський щит (23 серпня 1942)
- Медаль «Хрестовий похід проти комунізму» (Румунія)
- Орден Корони Румунії, великий хрест з мечами на стрічці за відвагу та військову доблесть
- Орден Зірки Румунії, великий хрест з мечами на стрічці за відвагу та військову доблесть
- Срібна медаль «За військову доблесть» (Італія)
- Лицарський хрест Залізного хреста (23 лютого 1944)
- Орден «За заслуги перед Федеративною Республікою Німеччина», офіцерський хрест (1968)